# 포자

포자(胞子, spore)는 무성 생식 식물 중에서 양치식물, 선태식물, 조류, 균류(버섯, 곰팡이)에서 분리되는 개체의 생식 세포이다. 보통 두꺼운 세포벽을 가지며, 배우자에 비해 훨씬 나쁜 환경에서도 견딜 수 있는 구조로 이루어져 있다. 그러나 수중생활을 하는 조류나 균류는 세포벽이 두껍지 않으며, 편모로 자유롭게 운동하는 이동 포자(유주자)와 비운동성인 부동 포자가 있다. 포자로 생식을 하면 포자 생식이라 부른다.

## 정의
아래의 조건을 일부 또는 전부 따르면 포자로 정의한다.
1. 특유의 기관으로 형성되는 단세포, 또는 소수 세포의 구조다.
2. 많은 양이 형성되어서 넓게 분산된다.
3. 적당한 조건하에서 발아하여 단독으로 성장해 새로운 개체를 형성한다.
4. 비교적 두꺼운 막으로 보호되어 내구성이 있다.

## 진정포자(眞正胞子)
일반적으로 홍조류·갈조류·담자균류·선태식물·양치식물 등에서 볼 수 있는 포자를 편의상 '진정 포자'라고 한다. 이것은 감수 분열에 의하여 생긴 무성 생식 세포로 핵상이 단상(n)이다. 동물은 보통 배우자를 만드는 유성 세대의 개체밖에 없으므로 자연히 배우체에 성의 분화, 즉 암수의 성(자웅성)이 생기게 된다. 그러나 대부분의 식물은 무성 세대와 유성 세대가 교대로 나타나므로 성의 분화가 무성 세대에 나타나는 경우도 있다. 이 때는 보통 대포자, 소포자와 같이 크기로 분간할 수 있는 2형의 포자가 생기는데 대포자에서는 암배우체가, 소포자에서는 수배우체가 만들어진다. 한 가지 형의 포자만 존재하는 경우를 '동형 포자'라고 하는 데 대하여, 이러한 경우는 '이형 포자'라고 하며 양치식물의 일부에서 볼 수 있다. 또한 종자식물의 꽃가루와 배낭을 형성하는 세포도 이에 해당한다. 진정 포자는 4개씩 짝을 지어 만들어지는데, 이들 4개씩이 분리되지 않고 모인 채로 있는 것이 있다. 예를 들어, 선태식물과 종자식물 중 철쭉 등의 꽃가루에서 그 예를 볼 수 있으며, 갈조류나 홍조류에서는 1개의 모세포에 1개씩의 포자낭이 있어 이 속에 4개씩의 포자가 규칙적으로 배열되어 있는데, 이것을 특히 '4분 포자'라고 한다. 또한, 균류도 진정 포자가 있으며 그 중 대부분의 자낭균은 1개의 포자낭에 8개의 자낭 포자를 내생적(內生的)으로 만든다. 이와 같은 포자수의 배가는 감수 분열 후에 한번 더 보통의 세포 분열이 있었기 때문이다. 한편, 담자균류에서는 접합한 핵이 감수 분열을 하면 그 세포에서 4개의 돌출부가 나오며, 핵은 각각의 돌출부 안으로 이동하여 외생적(外生的)으로 담자 포자가 만들어진다. 일반적으로 포자낭 안에 만들어지는 포자를 '내생 포자', 포자낭 밖에 분리되어 만들어지는 포자를 '외생 포자'라고 한다.

## 접합포자(接合胞子)
식물은 동물과 달라 환경이 나빠졌다고 하여 좋은 곳을 찾아 이동할 수가 없다. 따라서, 생활사 가운데 나쁜 조건에도 견뎌낼 수 있는 시기를 갖는 것이 생존에 꼭 필요하다. 많은 식물의 진정 포자가 이에 해당하며 종자식물에서는 씨가 이를 대신한다, 한편, 물 속은 육상에 비해 사람의 손이 미치지 않는 이상, 환경의 급격한 변화가 적기 때문에 진정포자는 두꺼운 벽이 없고, 이동 포자로 되어 있는 경우가 많다. 그러나 식물에 따라서는 진정 포자를 만들지 않고 세대 교번을 하는 것도 있다. 이러한 종류에서는 유성 생식의 결과로 생긴 접합자가 두꺼운 세포벽을 뒤집어쓰고 휴면에 들어가 발아에 적합한 때가 되기를 기다린다. 동형 배우자, 또는 배우자낭의 접합으로 생긴 접합자의 경우, 이와 같이 휴면에 들어가는 접합자를 '접합 포자'라고 한다. 클로스테리움속, 수면속 등이 접합할 때 2개의 세포 내용이 합체하면 복상의 핵을 1개 가진 접합 포자가 되며, 발아할 때 감수 분열을 하여 수면 속에서는 단상의 4핵이 생기는데 그 중의 3핵은 퇴화하고 1개밖에 남지 않는다. 한편, 클로스테리움속에서도 감수 분열의 제1분열에서 생긴 2핵 중 1개가 퇴화해 버리기 때문에, 제2분열에 의해 2핵밖에 만들어지지 않으므로 결국 2개의 개체가 된다. 또한, 접합균류인 털곰팡이는 몸의 구분이 없는 다핵 세포로 2개의 균사 끝이 접촉되면 각기 끝부분에 배우자낭을 만든다. 이 때 배우자낭도 다핵이며, 접촉부에서 융합하여 핵과 세포질이 섞이게 된다. 얼마 후 이것은 두꺼운 세포벽에 둘러싸여 접합 포자가 되는데, 접합된 핵은 휴면한 후 포자에서 나오는 균사로 이동하여 그 앞끝의 포자낭 안에서 감수 분열을 한다.

## 난포자(卵胞子)
유성 생식이 정자와 난자로 뚜렷하게 분화되어 행해지며, 생긴 수정란이 접합 포자와 같은 행동을 취할 때 이것을 '난포자'라고 한다. 난균류(卵菌類)인 물곰팡이속에서는 균사에서 자루가 튀어나와 그 끝에 1개 내지 수개의 알을 포함한 생란기가 만들어지고, 자루 부분에서는 다수의 정핵을 가진 장정기를 만드는 가지가 자라, 곧 생란기와 장정기 사이에 몇 개의 접합관이 생긴다. 이와 같이 하여 수정된 알은 휴면에 들어가며, 이어서 발아와 감수 분열을 한다.